# دوتون سبيدوردز
رَب لِن رِئي (rap lin rie وتعني «اللغة المختزلة السريعة» ويقال لها أيضا rapmotz بمعنى «الكلمات السريعة») لغة مصطنعة اخترعها عام 1922 الصحافي الإنجليزي ردجنلد دتن [الإنجليزية] (1886-1970).